# Ictérie polyglotte
Icteria virens
Genre
Espèce
Synonymes
- Icteria longicauda

Répartition géographique
   //// Aire de nidification 

   ////  Voie migratoire 

   ////  Aire d'hivernage 

Statut de conservation UICN

 LC  : Préoccupation mineure
L'Ictérie polyglotte (Icteria virens), anciennement Paruline polyglotte, est une espèce de passereaux dont la position systématique est encore indéterminée bien qu'elle ait longtemps été associée à la famille des Parulidae.

## Taxinomie

### Synonymie
- Icteria virens, Carl von Linné, 1758
- Icteria longicauda

### Sous-espèces
D'après la classification de référence (version 12.1 de 2022) du Congrès ornithologique international, cette espèce est constituée des sous-espèces suivantes (ordre phylogénique) :
- Icteria virens auricollis   (Deppe, 1830) ; sud-ouest du Canada et ouest des États-Unis ;
- Icteria virens virens   (Linnaeus, 1758) ; du sud-est du Canada et de l'est des États-Unis au nord-est du Mexique.